# Ландыши (группа)
«Ландыши» — российская рок-группа формально относящаяся к стилю панк, однако, для их музыки характерен широкий стилистический диапазон: от русской авторской песни и частушки до европейского ска и индастриал. По мнению журнала Billboard, разнообразие стилей и эстетические особенности выступлений, а также тематика лирики, заслужили группе «успех одновременно и среди пролетариата, и в богемных кругах».

## История
Образована в Москве в 1998 году, участниками панк-группы «Хоспис». Первое название «Ландыши сдулись». После ухода из коллектива барабанщика Константина Щеглова, по его просьбе, группа была переименована в «Ландыши». В начальный период существования коллектив представлял собой панк-квартет, с мрачновато-иронической лирикой. Характерной с первых выступлений стала смесь пост-советского панка и поэзии абсурда. Лидеры группы: вокалист и автор текстов Денис «Афоня» Кременчугский, и гитарист Андрей «Лысый» Близнюк.
Первую известность группа получила, как разогревающая для «Наив» и «Тараканы!», но достаточно быстро стала выступать самостоятельно.
В 2000 году группа выпустила первый альбом — «Весенне-летняя коллекция». После записи и активных выступлений, группа включает в состав духовую секцию — саксофон и трубу. В музыке появились элементы ска-панка, диско и элементы, характерные для советской эстрады.
В 2004 году, по утверждениям участников, группа пережила творческий кризис, который привёл к частичной смене состава.
Летом 2005 года группу покидает один из основателей, гитарист Александр Буркин.
Весной 2012 года группа, в очередной раз, приостановила деятельность из-за творческого кризиса и разногласий между участниками.
В 2019 году группа выпустила сингл «Ушицы», после которого она временно приостановила свою деятельность. Однако через некоторое время была перезапущена в обновлённом составе. Новыми участниками стали гитарист Артём Садовников и барабанщица Елизавета Волкова.

## Состав

### Текущий состав
- Денис «Афоня» Кременчугский — вокал
- Андрей Близнюк — гитара
- Никита Алешин — бас
- Елизавета Волкова — барабаны
- Артём Садовников — гитара

### Бывшие участники
- Константин Щеглов — барабаны (1998—1999)
- Александр «Кровавый Хэнк» Буркин — гитара (1998—2005)
- Алексей Лобов — барабаны (1999—2003)
- Ярослав «Ярик» Волковысский — труба (2000—2006)
- Сергей «Лужик» Лупол — саксофон (2000—2006)
- Алексей Панкратов — тромбон (2004—2005)
- Павел Герасимов — гитара (2002—2003)
- Сергей «Путин» Путий — барабаны (2003—2006)
- Дмитрий Добрый — гитара (2006—2009)
- Василий Терехов — бас-гитара (2010)
- Александр Гаврилин — гитара (2009—2012)
- Максим Боронин — гитара (2012—2021)
- Алексей Гасич — барабаны (2009—2020)
- Сергей Миланин — клавиши (2011—2022)
- Елизавета Волкова — барабаны (2021—2022)
- Артем Садовников — гитара (2021—2022)
- Антон «Рост»[b] Серебренников — бас-гитара (2006—2010, 2019—2022)
- Валентин Тарасов — барабаны

## Дискография

### Студийные альбомы
| Год  | Название                     | Лейбл | Комментарий |
| ---- | ---------------------------- | ----- | --- |
| 1999 | «Не хочется покоя»           |       | Выпущен, как альбом группы «Хоспис». Записан, но не выпущен, из-за финансового кризиса. |
| 2000 | «Весенне-летняя коллекция»   |       | Состоит из двенадцати несложных по стилистике и содержанию, в основном, мажорных, панк-песен. Для записи альбома были привлечены клавишные и духовые инструменты, что добавило лёгкости и «разнузданности» звучанию. |
| 2002 | «Дырочки»                    |       | Характерная особенность — абсурдистская лирика, основанная на сценах из современного быта. Каждая композиция представляет собой законченную ироническую историю. |
| 2004 | «Программа Время»            |       | Записан на студии 3-tone. |
| 2008 | «Борисоглебские пруды»       |       | Выпущен после длительного перерыва. Музыканты отказались от использования духовых. |
| 2009 | «Уеби Ведром»                |       | Состоит преимущественно из альтернативных версий песен, выпущенных ранее («Пушкин», «Паспорт», «Банк» и другие). По признанию Дениса Кременчугского, «работой» альбом назвать сложно, так как всё происходило максимально несерьезно и предельно просто — запись заняла два дня. Тираж 1 тыс. копий, выпущен силами группы. |
| 2010 | «Отцы и внуки»               |       | Альбом не выпускался официально на физических носителях. Группа выложила альбом в сеть, для свободного распространения. |
| 2011 | «Всё сожрём»                 |       | |
| 2013 | «Ульянов в огне»             |       | |
| 2015 | «Барды»                      |       | На песни «Предпенсионный возраст» и «Мойка. Сауна. Шиномонтаж.» сняты музыкальные видео. |
| 2019 | «69 девок»                   |       | Записан к двадцатилетию группы. Сняты два музыкальных видео, на материал альбома: «Голод» и «33 квадратных быдла». |
| 2021 | «Гитаристы рока»             |       | Аранжировщик большинства песен Антон Серебренников. Альбом записан на его студии в Курске. |
| 2023 | «Гроб, канистра, сапоги»     |       | |
| 2024 | «Командировочные (Акустика)» |       | |

### Синглы
| Год  | Название | Лейбл | Комментарий |
| ---- | -------- | ----- | --- |
| 2019 | «Ушица»  |       | Первоначальная версия, опубликованная на стриминг-платформах, впоследствии группу не устроила. Была пересведена, и в обновлённом виде использовалась, как фонограмма для музыкального видео на композицию. Клип стал первым, снятым не Андреем «Лысым» Близнюком. |

### Комментарии
1. ↑  Или сокращённое прозвище — Лэ.
2. ↑  Другое прозвище — Алигофрен
3. ↑  33 м² стандартная площадь для типовой однокомнатной квартиры в СССР; так же данная мера площади дала название популярному ситкому 33 квадратных метра